# Dipodomys stephensi
Dipodomys stephensi är en däggdjursart som först beskrevs av Clinton Hart Merriam 1907.  Dipodomys stephensi ingår i släktet känguruspringmöss, och familjen påsmöss. IUCN kategoriserar arten globalt som starkt hotad. Inga underarter finns listade i Catalogue of Life.
Arten når en längd upp till 33 cm inklusive svans och längden för huvudet och bålen tillsammans motsvarar ofta halva svansens längd. Vikten är omkring 65 g. Hos Dipodomys stephensi förekommer ljusbrun päls på ovansidan och ännu ljusare brun päls på undersidan. Liksom andra känguruspringmöss har den stora bakfötter, stora ögon och små öron. Den täcker vätskebehovet helt med födan och behöver inte dricka.
Denna gnagare förekommer med flera från varandra skilda populationer i södra Kalifornien (USA). Den lever i kulliga områden och i bergstrakter upp till 1250 meter över havet. Arten vistas i gräsmarker med några buskar.
Individerna gräver underjordiska bon eller övertar boet från en jordekorre eller en kindpåsråtta. Honor har en eller två kullar per år (bara under år med regn) med genomsnittlig 2,5 ungar per kull. Dipodomys stephensi äter främst frön samt några örter, blad från buskar och insekter. Gnagaren jagas av ugglor och olika rovdjur. Arten är nattaktiv och individerna lever utanför parningstiden ensam. När de hoppar med hjälp av sina kraftiga bakben kan de göra skutt över 2 meter. Ungarna diar sin mor 18 till 22 dagar och de blir könsmogna efter cirka tre månader. Fadern deltar inte i ungarnas uppfostring.